# 贝子府镇
贝子府镇，是中华人民共和国内蒙古自治区赤峰市敖汉旗下辖的一个乡镇级行政单位。

## 行政区划
贝子府镇下辖以下地区：
贝子府村、驿马吐村、大围子村、口琴村、设力虎屯村、黄杖子村、后坟村、五官营子村、巨林营子村、西查干哈达村、徐家北沟村、王家营子村、平房村、刘家湾子村、六道岭村、月明沟村、太吉河窑村、克力代村、哈布齐拉村、铁匠营子村和二龙台村。